# Marmittone
Marmittone è una serie a fumetti creata da Bruno Angoletta.

## Storia
Pubblicato per la prima volta nel gennaio del 1928, il fumetto racconta le avventure del soldato semplice Marmittone (il cui nome deriva da "marmitta", la grossa pentola nella quale vengono cotte le razioni alimentari dei soldati), un tipo non troppo sveglio ma di buona volontà che, per via di gaffes o semplicemente per pura sfortuna, finisce in prigione alla fine di ogni avventura. Il fumetto è stato pubblicato da Il Corriere dei Piccoli fino al 1940, poche settimane prima dell'ingresso dell'Italia nella seconda guerra mondiale.
Marmittone è considerata una parodia dei valori fascisti del militarismo e della virilità ed è stato descritto come "il più coerente ed irriducibile scorretto antagonista dello stereotipo del soldato di ogni dittatura".